# Friends (альбом)
Friends (с англ. — «Друзья») — четырнадцатый студийный альбом американской рок-группы The Beach Boys. Пластинка вышла в 8 апреля 1968 года на лейбле Capitol Records и заняла 126-е место в американском хит-параде журнала Billboard (на тот момент, это был самый низкий показатель с начала деятельности ансамбля в 1961 году); в Великобритании же Friends занял 13-е место.

## Обзор
Первая половина сессий проходила без Майка Лава, основного вокалиста группы, который две недели провёл в Индии в центре трансцендентной медитации Махариши Махеш Йоги вместе с The Beatles. Учение Махариши оказало настолько глубокое воздействие на Лава, что по возвращении он предложил группе пригласить Махариши на гастроли вместе с The Beach Boys. Тогда же была написана Лавом совместно с Б. Уилсоном и А. Джардином песня «Transcendental Meditation». Во время записи альбома у Брайана Уилсона пробудился живой интерес к созданию новой музыки. Сразу по окончании работы в студии группа отправилась в турне вместе с Махариши, которое оказалось провальным. Ансамбль зачастую собирал лишь четверть аудиторий (лекции Махариши были встречены негативно); к этому добавлялись уничтожающие отзывы критиков о гастролях.

## Список композиций
| №  | Название                   | Автор(ы)                                                                   | Вокал                            | Длительность |
| -- | -------------------------- | -------------------------------------------------------------------------- | -------------------------------- | ------------ |
| 1. | «Meant for You»            | Брайан Уилсон / Майк Лав                                                   | М. Лав                           | 0:38         |
| 2. | «Friends»                  | Б. Уилсон / Карл Уилсон / Деннис Уилсон / Алан Джардин                     | К. Уилсон                        | 2:30         |
| 3. | «Wake the World»           | Б. Уилсон / А. Джардин                                                     | Б. Уилсон, К. Уилсон             | 1:28         |
| 4. | «Be Here in the Morning»   | Б. Уилсон / К. Уилсон / М. Лав / А. Джардин                                | А. Джардин, Б. Уилсон, К. Уилсон | 2:16         |
| 5. | «When a Man Needs a Woman» | Б. Уилсон / Д. Уилсон / К. Уилсон / А. Джардин / Стив Кортхоф / Джон Паркс | Б. Уилсон                        | 2:06         |
| 6. | «Passing By»               | Б. Уилсон                                                                  | Б. Уилсон                        | 2:23         |

| №  | Название                    | Автор(ы)                                       | Вокал                  | Длительность |
| -- | --------------------------- | ---------------------------------------------- | ---------------------- | ------------ |
| 1. | «Anna Lee, the Healer»      | Б. Уилсон / М. Лав                             | М. Лав                 | 1:51         |
| 2. | «Little Bird»               | Д. Уилсон / Стив Калинич                       | Д. Уилсон, К. Уилсон   | 1:57         |
| 3. | «Be Still»                  | Д. Уилсон / Калинич                            | Д. Уилсон              | 1:22         |
| 4. | «Busy Doin’ Nothin’»        | Б. Уилсон                                      | Б. Уилсон              | 3:04         |
| 5. | «Diamond Head»              | Ал Весково / Лайл Ритц / Джим Экли / Б. Уилсон | инструментальная пьеса | 3:37         |
| 6. | «Transcendental Meditation» | Б. Уилсон / М. Лав / А. Джардин                | Б. Уилсон              | 1:49         |

В 1974 году альбом был издан в составе двойного комплекта с двенадцатым альбомом Smiley Smile и в другой обложке. В 1990 году альбом был переиздан на одном компакт-диске вместе со следующим альбомом 20/20. Это издание также включало дополнительные песни: «Break Away», «Celebrate the News», «We’re Together Again», «Walk on By» и попурри «Old Folks at Home / Ol’ Man River».

## Альбомные синглы
- «Friends» / «Little Bird» (Capitol 2160; 8 апреля 1968; № 47)